# Ahmed Dallahi Glaoua
Ahmed Dallahi Glaoua (ur. 30 listopada 1951) – marokański piłkarz grający na pozycji obrońcy. W swojej karierze grał w reprezentacji Maroka.

## Kariera klubowa
W swojej karierze piłkarskiej Glaoua grał w klubie Chabab Mohammédia. W sezonie 1974/1975 zdobył z nim Puchar Maroka.

## Kariera reprezentacyjna
W 1976 roku Glaoua został powołany do reprezentacji Maroka na Puchar Narodów Afryki 1976. Zagrał w nim w jednym meczu, fazy finałowej z Gwineą (1:1). Z Marokiem wywalczył mistrzostwo Afryki.